# Stanisław Łoza

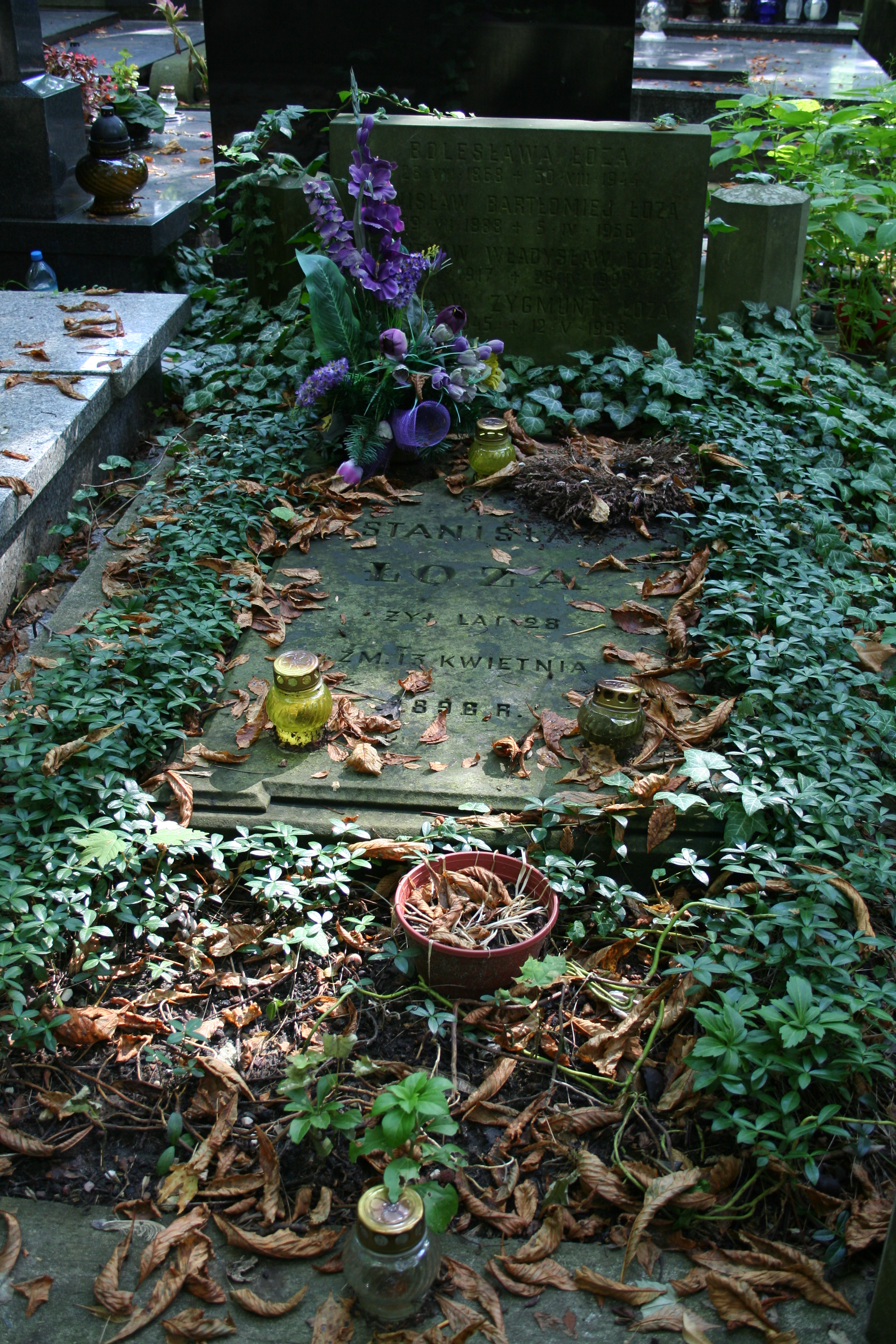
Grób Stanisława Łozy i jego rodziny na cmentarzu Powązkowskim (2013)

Stanisław Bartłomiej Łoza (ur. 29 lipca 1888 w Starej Wsi, zm. 5 kwietnia 1956 w Warszawie) – podpułkownik Wojska Polskiego, historyk sztuki, bibliograf.

## Życiorys
Urodził się w Starej Wsi, która wówczas leżała w Królestwie Polskim (kongresowym) będącym częścią Cesarstwa Rosyjskiego, jako syn Stanisława Jana i Bolesławy z Lublińskich. Do 1909 uczył się w prywatnym Gimnazjum św. Wojciecha w Warszawie. W celu kontynuacji nauki wyjechał do Francji. W 1913 roku ukończył studia na wydziale ekonomicznym Instytutu Nauk Politycznych w Paryżu. Jako wolny słuchacz studiował również prawo i historię, a w École du Louvre historię sztuki. Po powrocie do kraju pracował w Banku Towarzystw Spółdzielczych, a następnie w Departamencie gospodarczo-społecznym. Po wybuchu I wojny światowej pracował najpierw z Zarządzie Kolei, a potem w Towarzystwie Opieki nad Zabytkami Przeszłości pod kierunkiem Jarosława Wojciechowskiego w dziale inwentaryzacji zabytków. W tym czasie opracował I wydanie Słownika architektów i budowniczych Polaków oraz cudzoziemców w Polsce pracujących wydany w 1917 roku. Od lipca 1917 był referentem w ówczesnym Ministerstwie Rolnictwa.
Od 1919 roku w stopniu porucznika służył w Wojsku Polskim. Został zweryfikowany w stopniu kapitana ze starszeństwem z dniem 1 grudnia 1920 w korpusie oficerów administracji, dział kancelaryjny. Od 1921 był kierownikiem podreferatu orderów i odznaczeń w Gabinecie Ministra Spraw Wojskowych. Był wówczas urzędnikiem wojskowym w IX randze. Po 1926 roku został przeniesiony do Wojskowego Instytutu Naukowo-Wydawniczego w Warszawie. W 1929 roku przeszedł w stan spoczynku z przydziałem do Korpusu Oficerów Administracji Wojskowej w stanie spoczynku. Został wtedy kierownikiem biura zarządu w Zarządzie Głównego Związku Kombatantów.
Stanisław Łoza w kampanii wrześniowej w 1939 roku był kierownikiem kancelarii sztabu Armii „Poznań”. Uczestniczył w walkach z Niemcami na szlaku bojowym Armii „Poznań” aż do obrony Warszawy. Po kapitulacji Warszawy 28 września 1939 roku dostał się do niewoli niemieckiej. Do 1945 roku był więźniem niemieckich oflagów, obozów jenieckich, w których byli przetrzymywani wzięci do niewoli oficerowie. W oflagu II C Woldenberg miał numer obozowy 52770/X B. Z niewoli niemieckiej Stanisław Łoza został uwolniony przez żołnierzy Armii Czerwonej 30 stycznia 1945 roku.
Zaraz po uwolnieniu powrócił do Warszawy i po odbyciu przewodu rehabilitacyjnego wstąpił w stopniu kapitana do Ludowego Wojska Polskiego. Początkowo otrzymał posadę kierownika biblioteki i archiwum w Muzeum Wojska Polskiego w Warszawie. Jeszcze w 1945 roku został awansowany do stopnia majora. Od 1946 roku pracował w Departamencie Personalnym MON. W 1947 roku został awansowany do stopnia podpułkownika i z dniem 30 czerwca 1947 roku przeniesiony w stan spoczynku. Podjął wtedy pracę w Biurze Rewindykacji i Odszkodowań Naczelnej Dyrekcji Muzeów i Ochrony Zabytków. Z dniem 1 marca 1951 roku został powołany do pracy naukowej w Instytucie Urbanistyki i Architektury gdzie pracował aż do śmierci.
Stanisław Łoza spoczywa na cmentarzu Powązkowskim w Warszawie (kwatera 183-4-10).

## Życie prywatne
Był żonaty z Haliną Marią z Marconich (1888–1952), córką Władysława, wnuczką Antoniego Kolberga i Henryka Marconiego. Łozowie mieli trzech synów: Andrzeja Ludwika, Jana Tadeusza i Stanisława oraz córkę Halinę Małgorzatę. Andrzej Ludwik (ur. 1919) zaginął po powstaniu warszawskim w 1944, Jan Tadeusz (ur. 1924) zmarł w niemieckim obozie koncentracyjnym Natzweiler-Struthof, Stanisław (syn) (1917–1982) był inżynierem, Halina Małgorzata (1927–2013) była artystką plastykiem po studiach w ASP w Warszawie.

## Ordery i odznaczenia
- Krzyż Kawalerski Orderu Odrodzenia Polski (2 maja 1922)[10][11]
- Złoty Krzyż Zasługi[12]
- Medal Pamiątkowy za Wojnę 1918–1921[12]
- Medal Dziesięciolecia Odzyskanej Niepodległości[12]
- Krzyż Kawalerski Orderu św. Sylwestra (Stolica Apostolska)[12]
- Krzyż Kawalerski Orderu Legii Honorowej (Francja, 19 maja 1923)[13]
- Krzyż Oficerski Orderu Palm Akademickich (Francja)[5]
- Krzyż Kawalerski Orderu śś. Maurycego i Łazarza (Włochy)[5]
- Krzyż Kawalerski Orderu Korony Włoch (Włochy)[5]
- Krzyż Oficerski Orderu Zasługi Cywilnej (Rumunia)[12]
- Krzyż Oficerski Orderu Korony (Rumunia, 27 czerwca 1923)[14]
- Krzyż Oficerski Orderu św. Sawy (Jugosławia, 27 czerwca 1923)[14]
- Krzyż Kawalerski Orderu Orła Białego (Jugosławia)[5]
- Krzyż Kawalerski Orderu Korony (Belgia)[5]
- Krzyż Kawalerski Orderu Lwa Białego (Czechosłowacja)[5]
- Krzyż Kawalerski I Klasy Orderu Miecza (Szwecja, 1926)[15]

## Wybrane publikacje
- 1917 Słownik architektów i budowniczych Polaków oraz cudzoziemców w Polsce pracujących (wznow. Kasa im. Mianowskiego, Instytut Popierania Nauki 1930)[16]
- 1920 Belweder (II wyd. 1930)
- 1920 Order Virtuti Militari
- 1921 Drogi żelazne ziem wschodnich Rzeczypospolitej
- 1921 Godło i barwy Rzeczypospolitej Polskiej
- 1922 Historia Orderu Orła Białego (II wyd. 1939)
- 1923 Legia Honorowa w Polsce 1803–1923
- 1925 Ordery i Odznaczenia Rzeczypospolitej Polskiej
- 1925 Kawalerowie Orderu Świętego Stanisława 1765–1813
- 1928 Bibliografia prawnicza Ferdynanda Hoesicka
- 1928 Ordery i odznaczenia krajowe i zagraniczne. Co wiedzieć o nich należy (ilustrator: Stanisław Bieńkowski)
- 1932-1934 Rodziny polskie pochodzenia cudzoziemskiego osiadłe w Warszawie i okolicach (trzy tomy współoprawne)[17]
- 1938 Czy wiesz, kto to jest? (redakcja)[18]
- 1938 Ordery i odznaczenia Rzeczypospolitej Polskiej
- 1939 Order Orła Białego (repr. WAiF 1985)
- 1954 Architekci i budowniczowie w Polsce
- 1954 Henryk Marconi i jego rodzina. Materiały do monografii w serii „Mistrzowie Architektury Polskiej” (na prawach rękopisu)
- 1958 Szkice warszawskie (PIW)